# Prezidentská proklamace

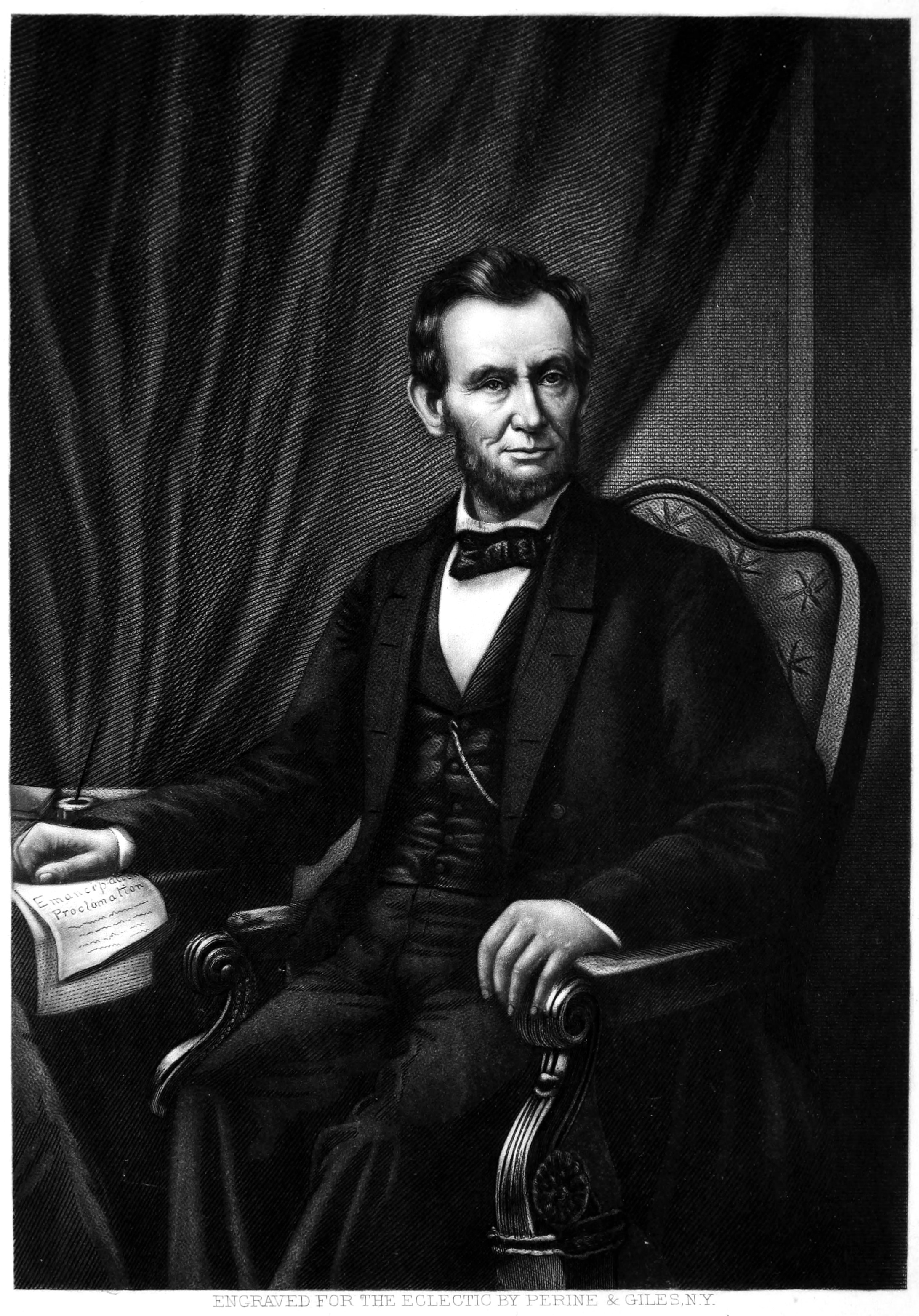
Obraz Abrahama Lincolna s podepsaným originálem Emancipační proklamace, 1865

Prezidentská proklamace nebo též prezidentské prohlášení (anglicky: Presidential proclamation) je dokument vydávaný prezidentem Spojených států amerických z pozice vrchní autority výkonné moci.

## Právní základ
Prezidentská proklamace je nástroj, kterým prezident zpravidla vyhlašuje zákon a vyzývá k jeho dodržování, případně spouští implementaci zákona tím, že uznává, že okolnosti popsané v zákoně byly naplněny. Základem pro jeho vydání je článek II, oddíl 3 Ústavy Spojených států, který říká, že prezident "pečuje o to, aby zákony byly svědomitě plněny". 
Proklamace vydávané prezidentem lze rozdělit do dvou kategorií:
- slavnostní proklamace, které jsou vydávány při příležitosti státních svátků nebo vyhlašují zvláštní svátky
- věcné proklamace, které se obvykle týkají řízení zahraničních věcí a dalších výkonných povinností, například záležitosti mezinárodního obchodu, provádění stanovených vývozních kontrol, stanovení cel nebo rezervace federálních pozemků.

## Příklady
- Prezidentská proklamace č. 1, vydaná 3. října 1789 Georgem Washingtonem - vyhlášení Dne díkůvzdání
- Prezidentská proklamace č. 7, vydaná 22. července 1797 Johnem Adamsem - oznámení o zahájení ražby mincí Spojených států amerických
- Prezidentská proklamace č. 47, vydaná 13. května 1846 Jamesem K. Polkem - prohlášení válečného stavu s Mexikem
- Prezidentská proklamace č. 95, vydaná 1. ledna 1863 Abrahamem Lincolnem - udělení svobody všem otrokům v jižanských státech (známá jako "Emancipační proklamace")
- Prezidentská proklamace č. 1570, vydaná 12. července 1920 Woodrowem Wilsonem - oficiální otevření Panamského průplavu
- Prezidentská proklamace č. 2039, vydaná 6. března 1933 Franklinem D. Rooseveltem - vyhlášení bankovních prázdnin, uzavření všech bank na 3 dny
- Prezidentská proklamace č. 2714, vydaná 31. prosince 1946 Harrym S. Trumanem - oficiální ukončení nepřátelských aktivit po skončení druhé světové války
- Prezidentská proklamace č. 3525, vydaná 9. dubna 1963 Johnem F. Kennedym - udělení čestného občanství Spojených států siru Winstonu L. Churchillovi[2]
- Prezidentská proklamace č. 3561, vydaná 23. listopadu 1963 Lyndonem B. Johnsonem - vyhlášení dne státního smutku po atentátu na J. F. Kennedyho[3]
- Prezidentská proklamace č. 4127, vydaná 1. května 1972 Richardem M. Nixonem - vyhlášení Dne Otců
- Prezidentská proklamace č. 4483, vydaná 21. ledna 1977 Jamesem E. Carterem - vyhlášení amnestie ve věci vyhýbání se odvodu v rámci války ve Vietnamu
- Prezidentská proklamace č. 7463, vydaná 14. září 2001 Georgem W. Bushem - vyhlášení výjimečného stavu po teroristických útocích na Washington D.C. a New York[4]
- Prezidentská proklamace č. 9683, vydaná 6. prosince 2017 Donaldem J. Trumpem - uznání Jeruzaléma za hlavní město Izraele a pokyn k přesunu velvyslanectví z Tel-Avivu[5]
- Prezidentská proklamace č. 10126, vydaná 2. prosince 2020 Donaldem J. Trumpem - uznání suverenity Maroka nad Západní Saharou a pokyn k otevření konzulátu v Dachle[6]